# Pero albiditata
Pero albiditata är en fjärilsart som beskrevs av Louis Beethoven Prout 1916. Pero albiditata ingår i släktet Pero och familjen mätare. Inga underarter finns listade i Catalogue of Life.